# The Show Girl's Glove
The Show Girl's Glove è un cortometraggio muto del 1914 diretto da Robert G. Vignola e interpretato da Alice Joyce. Prodotto dalla Kalem Company, il film venne distribuito nelle sale il 22 giugno 1914 dalla General Film Company.

## Produzione
Prodotto dalla Kalem Company.

## Distribuzione
Il film - un cortometraggio in due bobine - venne distribuito nelle sale il 22 giugno 1914 dalla General Film Company.